# Arthrophyllum rufosepalum
Arthrophyllum rufosepalum là một loài thực vật có hoa trong Họ Cuồng cuồng. Loài này được Ridl. mô tả khoa học đầu tiên năm 1946.